# Yacine Bentalaa
Yacine Bentalaa, né le 24 septembre 1955, est un footballeur international algérien reconverti entraîneur.
Il compte 47 sélections en équipe nationale entre 1980 et 1982.

## Biographie
Au poste de gardien de but, Bentalaa est membre de l'équipe d'Algérie lors de la Coupe du monde 1982 en Espagne. Au cours de sa carrière de joueur, Bentalaa joue pour l'UPC Salembier, le NA Hussein Dey, le RC Kouba et l'USM Alger, de 1982 à 1992.
Il est, depuis 1993, l'entraîneur des gardiens à Al Wasl.

## Palmarès
- Champion d'Algérie en 1981 avec le RC Kouba

- Vainqueur de la Coupe d'Algérie en 1979 avec le NA Hussein Dey

- Vainqueur de la Coupe d'Algérie en 1988 avec le USM Alger